# Porkeri
Porkeri est une commune et un village des îles Féroé, située sur la côte est de l'île Suðuroy. En 2008, la ville était peuplée de 362 habitants, et elle serait habitée dès le XIVe siècle.
L'église de Porkeri est une église en bois de couleur noire et blanche, construite en 1847.

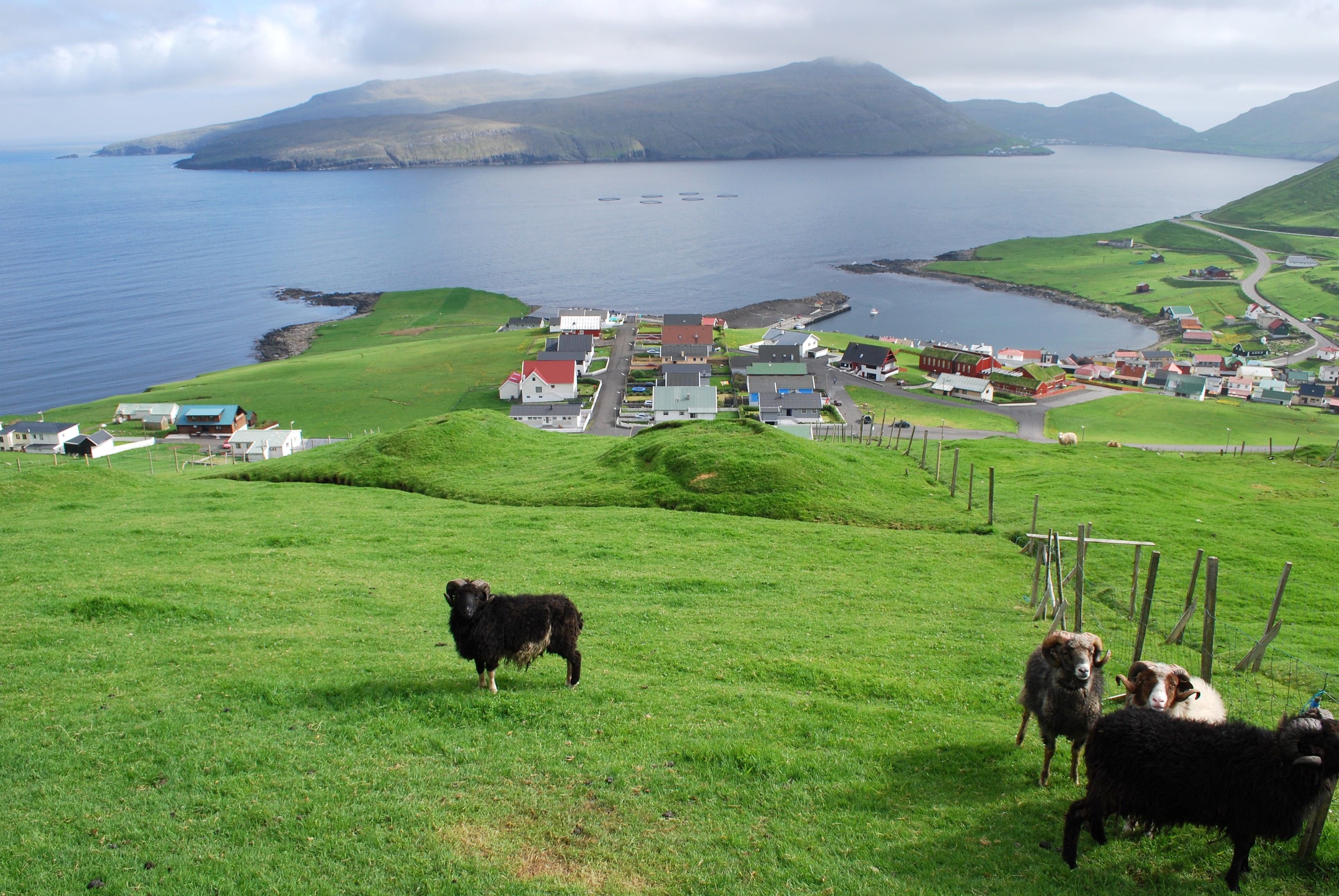